# Bub Asman
Bub Asman (* 17. August 1949 in Louisville) ist ein US-amerikanischer Tongestalter und Filmeditor.

## Leben
In den 1970er Jahren begann Asman zunächst als Filmeditor und arbeitete an verschiedenen Projekten mit. Seit Ende der 70er arbeitete er ausschließlich als Tongestalter und war bei zahlreichen Hollywood-Filmen für den Tonschnitt oder die Toneffekte verantwortlich.
Für seine Arbeit wurde er mehrere Male für einen Oscar in der Kategorie Bester Tonschnitt nominiert. Im Jahr 1997 war er für seine Arbeit an Eraser nominiert, 2001 für Space Cowboys und 2007 gleich zweimal für die Filme Letters from Iwo Jima und Flags of Our Fathers. Für ersteren gewann er in diesem Jahr gemeinsam mit Alan Robert Murray die Auszeichnung. Bei der Oscarverleihung 2015 erhielt er die Auszeichnung gemeinsam mit Alan Robert Murray für American Sniper.

## Filmografie (Auswahl)

### Tongestaltung
- 1979: Flucht von Alcatraz (Escape from Alcatraz)
- 1979: 1941 – Wo bitte geht’s nach Hollywood (1941)
- 1980: Bronco Billy
- 1981: Wenn der Postmann zweimal klingelt (The Postman Always Rings Twice)
- 1981: Nachtfalken (Nighthawks)
- 1982: Conan der Barbar (Conan the Barbarian)
- 1982: Firefox
- 1982: Rambo (First Blood)
- 1982: Honkytonk Man
- 1983: Die schrillen Vier auf Achse (National Lampoon’s Vacation)
- 1984: Dirty Harry IV – Dirty Harry kommt zurück (Sudden Impact)
- 1984: Starfight (The Last Starfighter)
- 1984: Die rote Flut (Red Dawn)
- 1984: City Heat – Der Bulle und der Schnüffler (City Heat)
- 1989: Brennpunkt L.A. (Lethal Weapon 2)
- 1990: Hard to Kill
- 1990: Weißer Jäger, schwarzes Herz (White Hunter Black Heart)
- 1990: Stirb langsam 2 (Die Hard 2: Die Harder)
- 1990: Rookie – Der Anfänger (The Rookie)
- 1991: New Jack City
- 1991: Last Boy Scout – Das Ziel ist Überleben (The Last Boy Scout)
- 1992: Brennpunkt L.A. – Die Profis sind zurück (Lethal Weapon 3)
- 1993: True Romance
- 1993: Demolition Man
- 1994: Maverick – Den Colt am Gürtel, ein As im Ärmel (Maverick)
- 1995: Die Brücken am Fluß (The Bridges of Madison County)
- 1996: Aus nächster Nähe (Up Close & Personal)
- 1996: Eraser
- 1997: Absolute Power
- 1997: Speed 2 (Speed 2: Cruise Control)
- 1997: Mitternacht im Garten von Gut und Böse (Midnight in the Garden of Good and Evil)
- 1999: Ein wahres Verbrechen (True Crime)
- 2000: Space Cowboys
- 2000: Helden aus der zweiten Reihe (The Replacements)
- 2001: Heartbreakers – Achtung: Scharfe Kurven! (Heartbreakers)
- 2001: Lara Croft: Tomb Raider
- 2002: Blood Work
- 2002: Star Trek: Nemesis
- 2003: Mystic River
- 2004: Million Dollar Baby
- 2005: Die Legende des Zorro (The Legend of Zorro)
- 2006: Flags of Our Fathers
- 2006: Letters from Iwo Jima
- 2008: Der fremde Sohn (Changeling)
- 2008: Gran Torino
- 2009: Invictus – Unbezwungen (Invictus)
- 2010: Auftrag Rache (Edge of Darkness)
- 2010: Hereafter – Das Leben danach (Hereafter)
- 2011: J. Edgar
- 2012: Back in the Game (Trouble with the Curve)
- 2013: Prisoners
- 2014: 300: Rise of an Empire
- 2014: Jersey Boys
- 2014: American Sniper

### Filmschnitt
- 1973: The Hidan of Maukbeiangjow
- 1974: Abby
- 1975: Sheba, Baby
- 1976: Grizzly
- 1977: Panik in der Sierra Nova (Day of the Animals)
- 1978: Der Manitou (The Manitou)

## Nominierungen & Auszeichnungen (Auswahl)
Oscar:
- 1997: Nominierung in der Kategorie Bester Tonschnitt für Eraser, gemeinsam mit Alan Robert Murray
- 2001: Nominierung in der Kategorie Bester Tonschnitt für Space Cowboys, gemeinsam mit Alan Robert Murray
- 2007: Auszeichnung in der Kategorie Bester Tonschnitt für Letters from Iwo Jima, gemeinsam mit Alan Robert Murray
- 2007: Nominierung in der Kategorie Bester Tonschnitt für Flags of Our Fathers, gemeinsam mit Alan Robert Murray
- 2015: Auszeichnung in der Kategorie Bester Tonschnitt für American Sniper, gemeinsam mit Alan Robert Murray

BAFTA Award
- 2015: Nominierung in der Kategorie Bester Ton für American Sniper, gemeinsam mit Walt Martin, John T. Reitz, Gregg Rudloff und Alan Robert Murray